# 莫斯布拉夫鎮區 (內布拉斯加州桑德斯縣)
莫斯布拉夫鎮區（英語：Morse Bluff Township）是位於美國內布拉斯加州桑德斯縣的一個行政鎮區。

## 地方資料
莫斯布拉夫鎮區的面積為56.80平方千米，當中陸地面積為56.06平方千米，而水域面積為0.74平方千米。根據2020年美國人口普查的數據，當地共有人口370人，而人口密度為每平方千米6.51人。